# 민둥산 (강원)
민둥산은 대한민국 강원특별자치도 정선군에 있는 높이 1,118m의 산이다. ‘민둥산’이라는 이름은 정상 주변에 나무가 없고 억새만 자라고 있어서 붙은 이름이다. 민둥산 일대는 억새 군락지로, 민둥산 억새꽃 축제가 민둥산에서 개최되기도 한다. 정상 주변에는 돌리네 지형이 발달하였다.

## 같이 보기
- 한국의 산
- 민둥산역